# Sipos Szilárd
Sipos Szilárd (1923–1962) magyar nemzetközi labdarúgó-játékvezető, sportvezető.

## Pályafutása
Korán, 16 évesen szerezte meg a játékvezetői vizsgát, majd különféle labdarúgó osztályokban szerezte meg a szükséges tapasztalatokat. Ellenőreinek, sportvezetőinek javaslatára lett országos minősítésű játékvezető. 1946-ban Miskolcon, az NB. I-ben vezette az első mérkőzését.
Több nemzetközi válogatott mérkőzésen és csapattalálkozó működött játékvezetőként, társait segítve partbíróként működött közre.
1945-től a Borsod Megyei Labdarúgó-szövetség Játékvezető Tanácsának főtitkára volt.